# داکا
داکا (بنگالی: ঢাকা) پایتخت کشور بنگلادش است. داکا پرجمعیت‌ترین شهر بنگلادش و نهمین شهر بزرگ جهان است. این شهر قلب تجارت، اقتصاد و فرهنگ بنگلادش است.
داکا از مهمترین شهرهای جنوب آسیا بوده و به شهر مسجدها نیز معروف است. از طرفی به علت تردد روزانه ۵۰۰٬۰۰۰ ریکشا در خیابان‌های آن به پایتخت جهانی ریکشاها نیز مشهور است.
نام پیشین این شهر در قرن هفدهم میلادی و در زمان پادشاهان گورکانی، جهانگیرنگر بود.

## جغرافیا
داکا در کرانهٔ رودخانهٔ بوریگانگا واقع شده و به علاوه ناحیه کلان‌شهری آن حدود ۱۲ میلیون نفر جمعیت دارد.

## اماکن مهم
دادگاه عالی بنگلادش در شهر داکا واقع شده‌است.

## مناطق
از مناطق اعیان‌نشین داکا می‌توان به «گلشن»، «بنانی» (به معنای جنگل) و «باریدارگ» (به معنای باران) اشاره کرد.
منطقه «آشولیا» در حومه داکا واقع شده‌است.